# Mujeres de Rusia
Mujeres de Rusia (en ruso: Женщины России, Zhenshchiny Rossii, ZhR) fue un bloque político en Rusia.

## Historia
El partido fue establecido en el otoño de 1993 por la fusión de tres grupos de mujeres, la Unión de Mujeres de Rusia (la fuerza dominante), la Asociación de Mujeres Empresarias de Rusia y la Unión de Mujeres de la Armada. La Unión de Mujeres de Rusia había examinado los manifiestos de 30 partidos que participarían en las elecciones parlamentarias de diciembre de 1993 y estaba descontenta por la falta de atención a los asuntos de la mujer. Después de comunicarse con todos los partidos y solo recibir tres respuestas superficiales respecto al tema, y en medio de preocupaciones de que las listas de los partidos contuvieran pocas mujeres, se tomó la decisión de formar el partido.
En las elecciones, el partido sorprendentemente recibió el 8.1% de los votos, y 23 de los 450 escaños en la Duma Estatal.
En las elecciones de 1995, se esperaba que el partido superara el umbral electoral del 5%, pero recibió el 4.6% de los votos sin acceder a la representación proporcional y obteniendo únicamente tres escaños en distritos electorales. En 1996, el partido se fraccionó cuando Yekaterina Lakhova lo abandonó para formar el Movimiento Sociopolítico de Mujeres de Rusia.
En abril de 1999 se anunció que la ZhR no se presentaría en las elecciones de diciembre de 1999, sino que en lugar de eso formaría parte del bloque Patria - Toda Rusia, al que Lakhova también se había unido. Sin embargo, el partido se retiró del bloque en septiembre en protesta por la falta de mujeres en la lista del partido, y concurrió a las elecciones de forma independiente. Sin embargo, su apoyo popular cayó nuevamente, esta vez al 2%, y perdió los tres escaños. No participó en ninguna elección posterior, y se acabó disolviendo. Su militancia se integró a la Unión de Mujeres de Rusia.